# Liste der Stolpersteine in Duisburg-Süd
Die Liste der Stolpersteine in Duisburg-Süd enthält alle Stolpersteine, die im Rahmen des gleichnamigen Projekts von Gunter Demnig in Duisburg-Süd verlegt wurden. Mit ihnen soll an Opfer des Nationalsozialismus erinnert werden, die in Duisburg lebten und wirkten. Es ist bekannt, dass etwa 1300 Juden zur Zeit des Nationalsozialismus in Duisburg lebten.

## Bissingheim
| Adresse                  | Name             | Verlege- datum | Inschrift | Bild                                            | Anmerkung |
| ------------------------ | ---------------- | -------------- | --- | ----------------------------------------------- | --- |
| Dorfplatz 9 ·            | Friedrich Henkel | 8. Okt. 2012   | Berglehne 27 wohnte Friedrich Henkel Jg. 1888 Im Widerstand / SPD Verhaftet 1943 'Wehrkraftzersetzung' Zuchthaus Sonnenburg 'Massaker von Sonnenburg' Erschossen 31.1.1945 | Stolpersteine DU: Friedrich Henkel, Dorfplatz 9 | Friedrich Henkel wurde am 25.03.1888 in Essen geboren, er arbeitet als Schlosser im Reichsbahnbetriebswerk in Wedau. Mitte 1943 wurde er wegen „staatsfeindlicher“ bzw. „defätistischer Äußerungen“ denunziert, von der Gestapo verhaftet und zu fünf Jahren Zuchthaus verurteilt. Am 30.01.1945 wurde Friedrich von der SS („Massaker von Sonnenburg“) erschossen. |
| Kurt-Heintze-Straße 11 · | Alfred Ledermann | 12. Sep. 2018  | Hier wohnte Alfred Ledermann Jg. 1921 mehrmals verhaftet und verurteilt §175 'Vorbeugehaft' 1942 Sachsenhausen Aktion Klinker ermordet 12.7.1942                           | Bild gesucht BW                                 | |

## Hüttenheim
| Adresse           | Name              | Verlege- datum | Inschrift                                                                                   | Bild                                                 | Anmerkung |
| ----------------- | ----------------- | -------------- | ------------------------------------------------------------------------------------------- | ---------------------------------------------------- | --- |
| Förkelstraße 13 · | Christian Bertram | 4. Apr. 2008   | Hier wohnte Christian Bertram Jg. 1938 Verhaftet 1938 Sachsenhausen Ermordet 1942 in Dachau | Stolpersteine DU: Christian Bertram, Förkelstraße 13 | Christian Bertram wurde am 18.08.1907 als Sohn von Hermann Bertram und Christine Bertram, geb. Kallentin in Mülheim an der Ruhr geboren. Während einer kurzen Arbeitslosigkeit wurde Christian 1938 als „arbeitsscheu“ verhaftet und ins KZ Sachsenhausen deportiert. Im Mai 1941 wurde er ins KZ Dachau verbracht, wo er ein Jahr später ermordet wurde. |

## Wanheim-Angerhausen
| Adresse                | Name            | Verlege- datum | Inschrift | Bild                                                  | Anmerkung |
| ---------------------- | --------------- | -------------- | --- | ----------------------------------------------------- | --- |
| Rahmer Straße 22 ·     | Paul Friederich | 12. Sep. 2018  | Hier wohnte Paul Friederich Jg. 1909 mehrfach verhaftet 1943 angeklagt §175 eingewiesen 18.9.1944 Heilanstalt Brauweiler 1944 Mauthausen ermordet 20.3.1945 | Bild gesucht BW                                       | |
| Wanheimer Straße 648 · | Arnold Jessel   | 23. Mai 2005   | Hier wohnte Arnold Jessel Jg. 1885 Deportiert 1942 Ermordet 1944 Auschwitz                                                                                  | Stolpersteine DU: Arnold Jessel, Wanheimer Straße 648 | Arnold Jessel wurde am 09.02.1885 in Weilburg geboren. Er heiratete Martha Wolf, drei Kinder werden genannt. Am 25.07.1942 wurde er mit dem Transport VII/2, nr. 558 ab Düsseldorf ins Ghetto Theresienstadt verbracht. Von dort aus wurde er am 15.05.1944 mit dem Transport Dz, nr. 1855 ins KZ Auschwitz deportiert, wo er am 01.11.1944 ermordet wurde.              |
| Wanheimer Straße 648 · | Martha Jessel   | 23. Mai 2005   | Hier wohnte Martha Jessel Geb. Wolf Jg. 1886 Deportiert 1942 Ermordet 1944 Auschwitz                                                                        | Stolpersteine DU: Martha Jessel, Wanheimer Straße 648 | Martha Wolf wurde am 12.05.1886 als Tochter von Albert und Lina Wolf in Kaiserswerth geboren. Sie heiratete Arnold Jessel, drei Kinder werden genannt. Am 25.07.1942 wurde sie ab Düsseldorf ins Ghetto Theresienstadt verbracht. Von dort aus wurde sie mit dem Transport VII/2 Dz 1856 am 15.05.1944 ins KZ Auschwitz deportiert, wo sie am 01.11.1944 ermordet wurde. |
| Wanheimer Straße 648 · | Ruth Jessel     | 23. Mai 2005   | Hier wohnte Ruth Jessel Jg. 1911 Deportiert Ermordet 1942 Lublin                                                                                            | Stolpersteine DU: Ruth Jessel, Wanheimer Straße 648   | Ruth Jessel wurde am 17.11.1911 geboren. Sie heiratete (Waldmann) und wurde am 25.03.1942 ins Lager Piaski deportiert, wo sie am 30.09.1942 ermordet wurde. |